# Haabersti
För den mindre stadsdelen som givit namn åt hela distriktet, se Haabersti (stadsdel).
Haabersti är det västligaste distriktet i Estlands huvudstad Tallinn. Distriktet omfattar stadsdelarna Astangu, Haabersti, Kakumäe, Mustjõe, Mäeküla, Pikaliiva, Rocca al Mare, Tiskre, Veskimetsa, Vismeistri, Väike-Õismäe och Õismäe.

## Geografi
Kustlandskapet i området karakteriseras av Baltiska klinten. Harkusjön är till stora delar omgiven av distriktet, som i norr sträcker sig till Kakumäehalvön och i nordost avgränsas av Koplibukten. Harkusjön avvattnas av ån Tiskre oja, som rinner ut i Kakumäebukten vid Tiskre.
I väster gränsar distriktet till Harku kommun, i öster till Tallinns distrikt Põhja-Tallinn, Kristiine och Mustamäe och i söder till distriktet Nõmme.

## Byggnader och sevärdheter
I distriktet ligger bland annat Estlands friluftsmuseum, Tallinns djurpark och inomhusarenan Saku Suurhall.

## Befolkning
Områdets befolkning angavs 2016 utifrån modersmål vara till 49 procent etniska ester och 41,7 procent ryssar, samt 3,9 procent vitryssar och 2,0 procent ukrainare. Den mest folkrika och tätbefolkade stadsdelen i distriktet är höghusförorten Väike-Õismäe som började uppföras på 1970-talet. Stora delar av distriktet är relativt glesbefolkade och har exploaterats med modern villabebyggelse sedan 1990-talet.